# Zalasius dromiaeformis
Zalasius dromiaeformis is een krabbensoort uit de familie van de Xanthidae. De wetenschappelijke naam van de soort is voor het eerst geldig gepubliceerd in 1839 door De Haan.